# Llanelli Rugby Football Club
Il Llanelli Rugby Football Club (in gallese: Clwb Rygbi Llanelli) è una squadra di rugby a 15 gallese fondata nel 1872. Ha come colori sociali il rosso e il bianco e gioca allo stadio Stradey Park di Llanelli.

## Storia

### I primi anni
Si suppone che il Llanelli RFC sia stato fondato nel 1872, anche se il primo match di cui si hanno notizie certe è del 5 febbraio 1876 contro Swansea. Durante questo primo periodo la squadra giocava con casacche blu al Peoples Park. L'anno seguente alla prima partita, il Llanelli disputò il suo primo match internazionale contro l'Inghilterra, che finì 0 a 0. Curiosamente la partita non si giocò nello stadio di casa del Llanelli per via del ghiaccio, ma su un campo da cricket vicino. Il Llanelli RFC si trasferì nel suo stadio attuale, lo Stradey Park, nel 1879.

### Gli anni delle squadre regionali
Nel 2003, nell'ambito della riorganizzazione voluta dalla WRU che portò alla creazione di cinque club regionali professionistici, la prima squadra del Llanelli diventò parte dei Llanelli Scarlets mentre il Llanelli RFC divenne un club semi-professionistico partecipante alla Welsh Premier Division. Attualmente il Llanelli RFC disputa la Welsh Premier Division e la Welsh Cup. Nel 2005 la squadra conquistò il primo successo della nuova era vincendo la Welsh Cup sotto la guida dell'allenatore Scott Quinnell.

## Palmarès
- Welsh Premier Division: 1992/93, 1998/99, 2001/02, 2010/11
- Welsh Cup: 1973, 1974, 1975, 1976, 1985, 1988, 1991, 1992, 1993, 1998, 2000, 2003, 2005, 2010
- Western Mail Welsh Club Champions: 1896/97, 1927/28, 1930/31, 1932/33, 1967/68, 1973/74, 1976/77, 1990/91

## Giocatori noti
- Phil Bennett
- Matt Cardey
- Ieuan Evans
- Rhys Gabe
- Ray Gravell
- Clive Griffiths
- Barry John
- Ivor Jones
- Lewis Jones
- Robin McBryde
- Doug Perkins
- David Pickering
- Derek Quinnell
- Scott Quinnell
- Keith Rowlands
- Mark Taylor
- Delme Thomas
- Watcyn Thomas
- J.J. Williams
- R.H. Williams